# Adslev Kirke
Adslev Kirke ligger i Skanderborg Kommune, (tidligere Hjelmslev Herred, Skanderborg Amt)
Kor og kirkeskib er opført granitkvadre over skråkantsokkel i romansk stil. Våbenhus er fra slutningen af 1800-tallet, og tårn er fra 1925. Murværket er præget af omsætninger i nyere tid, så bortset fra den retkantede syddør, ses kun svage spor af oprindelige enkeltheder. Våbenhuset er fra slutningen af 1800-tallet, tårnet fra 1925. Kirken blev hovedistandsat i 1934.
Korbuen er ændret til en spidsbue i sengotisk tid, i forbindelse med indbygning af krydshvælv i kor og skib. Altertavlen fra 1916 har maleri af Rud-Petersen fra 1913. I kirken er ophængt tre figurer fra en sengotisk altertavle, som blev kasseret i 1595. Prædikestolen er fra 1855.
I koret og skibets hvælv ses kalkmalerier, som er udført 1480-1498. Kalkmalerierne blev afdækket og restaureret i 1969, de blev genrestaureret i 2000. I korets østkappe ses en blomstervase og årstallet 1498. I korets nordkappe ses malerens signatur, en stol, hvor ryggen ender i et kors, denne signatur findes også i Hvilsted Kirke og Sønder Vissing Kirke. I hvælvet over døbefonten ses tre roser, som var symbol for biskop Jens Iversen Lange.
Den romanske granitfont har dobbeltløver med mandshoved på kummen

## Eksterne kilder og henvisninger
- Adslev Kirke Arkiveret 30. januar 2011 hos  Wayback Machine hos nordenskirker.dk
- Adslev Kirke hos KortTilKirken.dk
- Adslev Kirke hos danmarkskirker.natmus.dk (Danmarks Kirker, Nationalmuseet)

- Wikimedia Commons har flere filer relateret til Adslev Kirke